# Junior Eurovision Song Contest 2016
La quattordicesima edizione del Junior Eurovision Song Contest si è svolta il 20 novembre 2016 presso il Mediterranean Conference Centre di La Valletta, nell'isola di Malta.
Il concorso si è articolato in un'unica finale condotta da Ben Camille e Valerie Vella, ed è stato trasmesso in 23 paesi (inclusa l'Australia, la Nuova Zelanda e gli Stati Uniti). La durata totale del concorso è stata di 2 ore.
In questa edizione Cipro, Israele e la Polonia hanno confermato il loro ritorno, mentre il Montenegro, la Slovenia e San Marino hanno annunciato il proprio ritiro.
La vincitrice è stata Mariam Mamadashvili per la Georgia con Mzeo.

## Organizzazione
L'emittente televisiva maltese PBS è stata incaricata dal comitato dell'Unione europea di radiodiffusione (UER) a ricevere l'onore di organizzare la manifestazione, diventando il terzo paese ad organizzare l'evento in una seconda occasione dopo i Paesi Bassi e l'Ucraina. Si tratta inoltre del secondo evento legato all'Eurovisione ad essere organizzato nell'isola dopo il Junior Eurovision Song Contest 2014.

### Scelta della sede

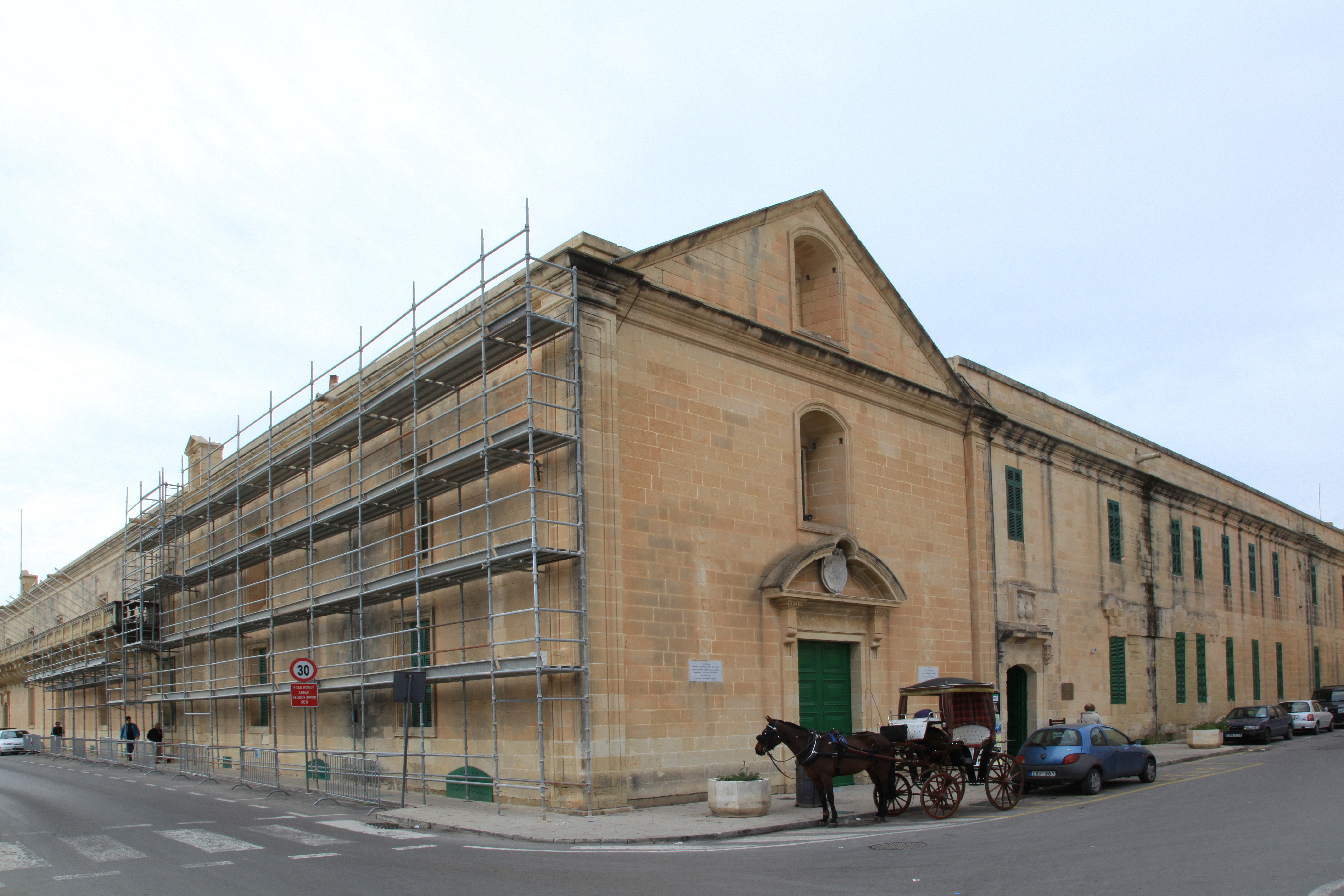
Il Mediterraneum Conference Center, sede del Junior Eurovision Song Contest 2016.

Il 13 aprile 2016, l'UER e PBS confermarono che la sede sarebbe stato il Mediterranean Conference Centre, centro congressi collocato nella capitale maltese. Il centro congressi, con una capienza tra i 1 400 e i 2 500 posti, ha ospitato numerose conferenze, riunioni, vertici e altri eventi tra cui il vertice di La Valletta sulla migrazione e la riunione dei capi di governo del Commonwealth nel 2015.

### Nuovo supervisore esecutivo

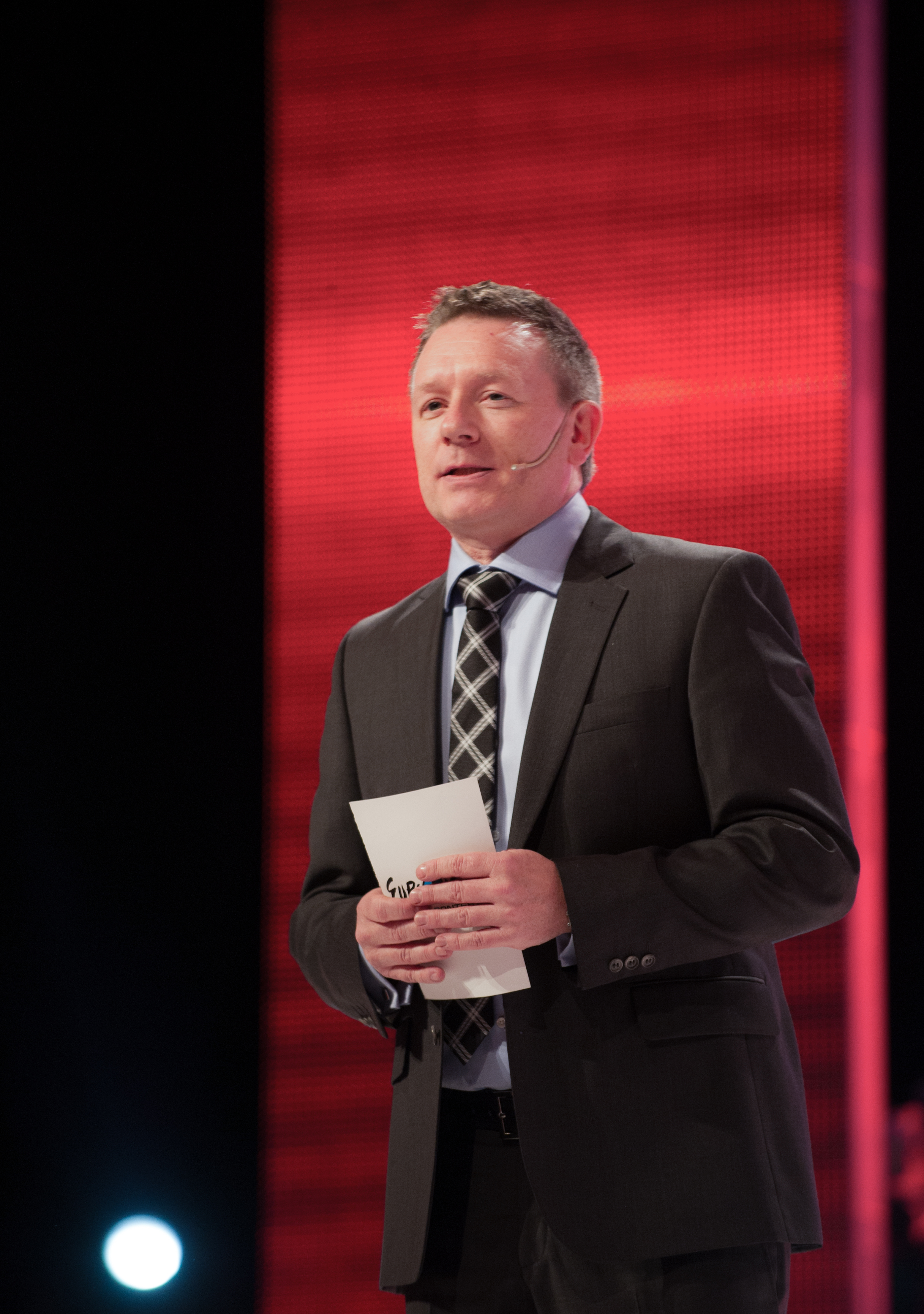
Jon Ola Sand, il nuovo supervisore esecutivo del Junior Eurovision Song Contest.

Nel dicembre 2015 l'UER ha annunciato che Jon Ola Sand sarebbe subentrato a Vladislav Jakovlev come nuovo supervisore esecutivo della manifestazione a partire dall'edizione 2016, in seguito al termine del contratto di Jakovlev riguardo alla permanenza all'interno dell'UER. Prima dell'incarico, Sand è stato il produttore esecutivo dell'Eurovision Song Contest 2010 per poi prendere il ruolo da superiore esecutivo della manifestazione europea a partire dall'edizione 2011.

### Slogan e logo
Il 13 maggio 2016, durante una conferenza stampa dedicata all'Eurovision Song Contest 2016 a Stoccolma, viene annunciato lo slogan ed il logo di questa edizione.
Lo slogan di questa edizione è stato "Embrace", mentre il logo rappresenta due mani piene di colori incrociate fra loro in modo da creare il senso di un abbraccio.
Essi sono stati progettati dell’emittente PBS con lo scopo di assegnare ad ogni partecipante un determinato valore, inteso come qualità positiva, da "abbracciare" ed interpretarlo a proprio modo durante la manifestazione.

### Presentatori
Il 27 ottobre 2016 sono stati annunciati i presentatori di questa edizione: Ben Camille e Valerie Vella.
- Ben Camille è un presentatore televisivo, noto nel mondo eurovisivo per aver presentato la selezione nazionale maltese per il Junior Eurovision 2016.
- Valerie Vella è un’attrice e presentatrice televisiva, che ha presentato la finale nazionale del paese in tre diverse occasioni oltre ad essere stata commentatrice per Malta in sei occasioni consecutive tra il 2004 e il 2009.

Inoltre è stato reso noto che Larissa Bonaci avrebbe presentato la cerimonia del Red Carpet presso il Mediterranean Conference Centre, mentre Taryn Mamo Cefai ha presentato la cerimonia d'apertura dal Teatro Manoel.

### Sistema di voto
Durante una conferenza stampa a Stoccolma vengono annunciate varie modifiche riguardo al sistema di voto in questa edizione. Infatti il televoto, considerato inappropriato per la tipologia della manifestazione, viene sostituito da tre differenti tipi di giurie.
Il primo organo giudicante sono le giurie nazionali composte da adulti e esperti del settore, la seconda è la giuria di esperti composta da Christer Björkman, capo delegazione della Svezia all'Eurovision Song Contest, Mads Grimstad, produttore discografico per conto della Universal Music Group, e i Jedward, rappresentati dell'Irlanda all'Eurovision Song Contest 2011 e 2012, ed infine l'ultimo membro giudicante è quello composto dalle giurie nazionali composte da cinque ragazzi tra i 9 e 14 anni.
Viene modificata inoltre la presentazione dei voti, su un modello simile utilizzato durante l'Eurovision Song Contest 2016, i portavoce annunceranno i voti della giuria degli adulti, successivamente verranno annunciati i punti della giuria di esperti - Christer Björkman, Mads Grimstad e i Jedward - ed infine sarà annunciata la classifica della giuria dei ragazzi.

## Stati partecipanti

Stati partecipanti
Stati che hanno partecipato in passato ma non nel 2016

Stati partecipanti
     Stati che hanno partecipato in passato ma non nel 2016
| Stato                 | Artista                   | Brano                                     | Lingua             | Processo di selezione                                                                                 |
| --------------------- | ------------------------- | ----------------------------------------- | ------------------ | --- |
| Albania               | Klesta Qehaja             | Besoj                                     | Albanese, inglese  | Festivali i Këngës për Fëmijë 53, 1º giugno 2016                                                      |
| Armenia               | Anahit & Mary             | Tarber                                    | Armeno inglese     | Interno, 10 agosto 2016 per le artiste; 28 ottobre 2016 per il brano                                  |
| Australia             | Alexa Curtis              | We Are                                    | Inglese            | Interno, 29 settembre 2016 per l'artista; 7 ottobre 2016 per il brano                                 |
| Bielorussia           | Aljaksandr Minyonak       | Мuzyka moich pobed (Music Is My Only Way) | Russo, inglese     | Nacional'nyj otbor 2016, 26 agosto 2016                                                               |
| Bulgaria              | Lidija Ganeva             | Magical Day (Vălšeben den)                | Bulgaro, inglese   | Decata na Bulgaria sa super, 11 giugno 2016 per l'artista; 2 ottobre 2016 per il brano                |
| Cipro                 | Giōrgos Michaīlidīs       | Dance Floor                               | Greco, inglese     | Interno, 17 settembre 2016                                                                            |
| Georgia               | Mariam Mamadashvili       | Mzeo                                      | Georgiano          | Interno, 30 settembre 2016 per l'artista; 24 ottobre 2016 per il brano                                |
| Irlanda               | Zena Donnelly             | Bríce ar bhríce                           | Irlandese, inglese | Junior Eurovision Éire 2016, 6 novembre 2016                                                          |
| Israele               | Shir & Tim                | Follow My Heart                           | Ebraico, inglese   | Interno, 26 ottobre 2016 per gli artisti; 8 novembre 2016 per il brano                                |
| Italia                | Fiamma Boccia             | Cara mamma (Dear Mom)                     | Italiano, inglese  | Interno, 11 ottobre 2016                                                                              |
| Macedonia             | Martija Stanojković       | Love Will Lead Our Way (Ljubovta ne vodi) | Macedone, inglese  | Interno; 24 luglio 2016 per l'artista; 10 ottobre 2016 per il brano                                   |
| Malta (organizzatore) | Christina Magrin          | Parachute                                 | Inglese            | Malta Junior Eurovision Song Contest 2016, 16 luglio 2016 per l'artista; 27 ottobre 2016 per il brano |
| Paesi Bassi           | Kisses                    | Kisses and Dancin'                        | Olandese, inglese  | Interno; 27 maggio 2016 per il gruppo; 1º ottobre 2016 per il brano                                   |
| Polonia               | Olivia Wieczorek          | Nie zapomnij                              | Polacco, inglese   | Krajowe Eliminacje, 15 ottobre 2016                                                                   |
| Russia                | The Water of Life Project | Water of Life                             | Russo, inglese     | Akademija Eurovision, 20 luglio 2016                                                                  |
| Serbia                | Dunja Jeličić             | U la la la                                | Serbo              | Interno, 6 ottobre 2016                                                                               |
| Ucraina               | Sofija Rol'               | Planet Craves for Love                    | Ucraino, inglese   | Nacvidbir 2016, 10 settembre 2016                                                                     |

## L'evento
La manifestazione si è svolta il 20 novembre 2016 alle 16:00 CET; vi hanno gareggiato 17 paesi.
La serata è stata aperta da un'esibizione rivisitata di Not My Soul di Destiny Chukunyere, mentre come Interval Act si sono esibiti Poli Genova, rappresentante della Bulgaria all'Eurovision Song Contest nel 2011 e nel 2016 con If Love Was a Crime, i Jedward, rappresentanti dell'Irlanda all'Eurovision Song Contest nel 2011 e nel 2012 con Hologram ed, infine, tutti i partecipanti con la common song Embrace.
| N° | Stato       | Artista                   | Brano                                     | Punti | Posizione |
| -- | ----------- | ------------------------- | ----------------------------------------- | ----- | --------- |
| 01 | Irlanda     | Zena Donnelly             | Bríce ar bhríce                           | 122   | 10        |
| 02 | Armenia     | Anahit & Mary             | Tarber                                    | 232   | 2         |
| 03 | Albania     | Klesta Qehaja             | Besoj                                     | 38    | 13        |
| 04 | Russia      | The Water of Life Project | Water of Life                             | 202   | 4         |
| 05 | Malta       | Christina Magrin          | Parachute                                 | 191   | 6         |
| 06 | Bulgaria    | Lidija Ganeva             | Magical Day (Vălšeben den)                | 161   | 9         |
| 07 | Macedonia   | Martija Stanojković       | Love Will Lead Our Way (Ljubovta ne vodi) | 41    | 12        |
| 08 | Polonia     | Olivia Wieczorek          | Nie zapomnij                              | 60    | 11        |
| 09 | Bielorussia | Aljaksandr Minënak        | Muzyka moich pobed (Music Is My Only Way) | 177   | 7         |
| 10 | Ucraina     | Sofija Rol'               | Planet Craves for Love                    | 30    | 14        |
| 11 | Italia      | Fiamma Boccia             | Cara mamma (Dear Mom)                     | 209   | 3         |
| 12 | Serbia      | Dunja Jeličić             | U la la la                                | 14    | 17        |
| 13 | Israele     | Shir & Tim                | Follow My Heart                           | 27    | 15        |
| 14 | Australia   | Alexa Curtis              | We Are                                    | 202   | 5         |
| 15 | Paesi Bassi | Kisses                    | Kisses and Dancin'                        | 174   | 8         |
| 16 | Cipro       | Giōrgos Michaīlidīs       | Dance Floor                               | 27    | 16        |
| 17 | Georgia     | Mariam Mamadashvili       | Mzeo                                      | 239   | 1         |

| Pos. | Adulti      | Punti | Esperti     | Punti | Ragazzi     | Punti |
| ---- | ----------- | ----- | ----------- | ----- | ----------- | ----- |
| 1    | Georgia     | 144   | Russia      | 29    | Armenia     | 110   |
| 2    | Armenia     | 99    | Armenia     | 23    | Malta       | 105   |
| 3    | Paesi Bassi | 94    | Italia      | 22    | Russia      | 105   |
| 4    | Bielorussia | 92    | Bielorussia | 20    | Italia      | 103   |
| 5    | Australia   | 86    | Australia   | 17    | Australia   | 99    |
| 6    | Italia      | 84    | Bulgaria    | 15    | Georgia     | 83    |
| 7    | Malta       | 80    | Paesi Bassi | 15    | Bulgaria    | 68    |
| 8    | Bulgaria    | 78    | Georgia     | 12    | Paesi Bassi | 65    |
| 9    | Russia      | 68    | Irlanda     | 9     | Bielorussia | 65    |
| 10   | Irlanda     | 56    | Malta       | 6     | Irlanda     | 57    |
| 11   | Albania     | 23    | Polonia     | 3     | Polonia     | 36    |
| 12   | Polonia     | 21    | Albania     | 2     | Macedonia   | 24    |
| 13   | Ucraina     | 18    | Israele     | 1     | Israele     | 20    |
| 14   | Macedonia   | 17    | Macedonia   | 0     | Albania     | 13    |
| 15   | Cipro       | 15    | Ucraina     | 0     | Ucraina     | 12    |
| 16   | Israele     | 6     | Serbia      | 0     | Cipro       | 12    |
| 17   | Serbia      | 5     | Cipro       | 0     | Serbia      | 9     |

12 punti (Adulti)
| Nº | A           | Da                                                                            |
| -- | ----------- | ----------------------------------------------------------------------------- |
| 8  | Georgia     | Albania, Armenia, Bielorussia, Bulgaria, Cipro, Irlanda, Paesi Bassi, Ucraina |
| 2  | Bielorussia | Israele, Russia                                                               |
| 2  | Irlanda     | Italia, Malta                                                                 |
| 1  | Armenia     | Serbia                                                                        |
| 1  | Australia   | Georgia                                                                       |
| 1  | Bulgaria    | Polonia                                                                       |
| 1  | Italia      | Macedonia                                                                     |
| 1  | Malta       | Australia                                                                     |

12 punti (Esperti)
| Nº | A           | Da                |
| -- | ----------- | ----------------- |
| 1  | Bielorussia | Christer Björkman |
| 1  | Italia      | Mads Grimstad     |
| 1  | Russia      | Jedward           |

12 punti (Ragazzi)
| Nº | A           | Da                        |
| -- | ----------- | ------------------------- |
| 3  | Georgia     | Australia, Cipro, Ucraina |
| 2  | Armenia     | Bielorussia, Bulgaria     |
| 2  | Australia   | Irlanda, Paesi Bassi      |
| 2  | Italia      | Malta, Polonia            |
| 2  | Malta       | Albania, Italia           |
| 2  | Paesi Bassi | Georgia, Israele          |
| 2  | Russia      | Macedonia, Serbia         |
| 1  | Bielorussia | Russia                    |
| 1  | Polonia     | Armenia                   |

## Portavoce
- Irlanda: Andrea Leddy
- Armenia: Mika (Rappresentante dello Stato al Junior Eurovision Song Contest 2015)
- Albania: Juna Dizdari
- Russia: Miša Smirnov (Rappresentante dello Stato al Junior Eurovision Song Contest 2015)
- Malta: Gaia Cauchi (Vincitrice del Junior Eurovision Song Contest 2013)
- Bulgaria: Milen Pavlov
- Macedonia: Antonija Dimitrievska
- Polonia: Nicoletta Włodarczyk
- Bielorussia: Ruslan Aslanaŭ (Rappresentante dello Stato al Junior Eurovision Song Contest 2015)
- Ucraina: Anna Trinčer (Rappresentante dello Stato al Junior Eurovision Song Contest 2015)
- Italia: Jade Scicluna
- Serbia: Tomislav Radojević
- Israele: Itay Limor
- Australia: Sebastian Hill
- Paesi Bassi: Anneloes
- Cipro: Loucas Demetriou
- Georgia: Elene Sturua
- Giuria degli esperti: Mads Grimstad
- Giuria degli esperti: Christer Björkman
- Giuria degli esperti: Jedward (Rappresentanti dell'Irlanda all'Eurovision Song Contest 2011 e 2012)

## Giuria
I giurati sono stati:
- Albania: Vikena Kamenica, Altin Goci, Marsela Cibukaj, Klajdi Kopani, Mariza Ikonom e Lind Islami.
- Armenia: Hayk Hakobyan, Inga Arshakyan, Emma Asatryan, Lilit Navasardyan e Sevak Melqonyan.
- Australia: Nic Kelly, Zoe Emanuel, Christopher Miller, Rachel Darby e Delise Kerehona.
- Bielorussia: Ljuboŭ Šljaher, Juryj Vaščuk, Alena Spirydovič, Vol'ha Plotnikava e Jaŭhen Perlin.
- Bulgaria: Krasimir Gjulmezov, Milka Miteva, Vjara Panteleeva, Vencislav Avori e Konstantin Belčev.
- Cipro: Spyros Spyrou, Giōrgos Zenios, Mikaella Chatzīefrem, Salōmī Chatzīneofutou e Tefkros Neokleous.
- Georgia: Nik’a K’ocharovi, Davit Changoshvili, Mariam Ghvaladze, Tamar Gogoreliani e Mariam Chachkhiani.
- Irlanda: Hugh Kelly, Odharnait Ní Chéilleachar, Robert Solyom, Norrie Keane e Cailtlín Uí Chualáin.
- Israele: Yuval Cohen, Michal Ramot, Kiki Rotstein, Moran Mazor e Daniel Pruzansky.
- Italia: Alessandro Sgritta, Samantha Suriani, Tommaso Martinelli, Massimo Galanto e Tiziana Cialdea.
- Macedonia: Goran Papazoski, Ile Spasev, Bojana Ilijoska, Goran Naumovski e Bisera Ilijoski.
- Malta: Deborah Grech, Michelle Spiteri, Leanne Mizzi, Simon Pisani e Valentina Mizzi Rossi.
- Paesi Bassi: Shalisa Laan, Guido Gend, Khirstine Pluijm, Marcel Kuijer e Jozien Dorst.
- Polonia: Marcin Kusy, Tomasz Filipczak, Paweł Podgórski, Weronika Bochat e Halina Bisztyga.
- Russia: Elena Temnikova, Vjačeslav Tjurin, Irina Tjurina, Nikita Kiosse e Oleg Sidorov.
- Serbia: Nevenka Leković, Sanja Vučić, Kristina Kovač, Ana Đurić e Dragoljub Ilić.
- Ucraina: Svitlana Tarabarova, Vadim Lisica, Marija Burmaka, Oleksandr Ksenofontov e Valentyn Koval'.

Ogni giurato ha votato i 10 brani preferiti, usando lo stesso sistema di assegnazione dei punti dell'Eurovision Song Contest; la somma di tutti i punteggi dei giurati ha fornito il risultato complessivo della giuria degli adulti. L'UER non ha reso noti i nomi della giuria dei ragazzi per motivi di riservatezza.

## Trasmissione dell'evento e commentatori

### Televisione e radio
| Paese         | Emittente               | Stazione                      | Commentatori                                               | Note          |
| ------------- | ----------------------- | ----------------------------- | ---------------------------------------------------------- | ------------- |
| Albania       | RTSH                    | TVSH RTSH Muzikë Radio Tirana | Andri Xhahu                                                | [ 35 ]        |
| Armenia       | ARMTV                   | Armenia 1                     | Avet Barseghyan                                            | [ 36 ]        |
| Australia     | SBS                     | SBS One                       | Nessuno                                                    |               |
| Bielorussia   | BTRC                    | Belarus 1 Belarus 24          | Julija Pjarcova                                            | [ 37 ]        |
| Bulgaria      | BNT                     | BNT 1 BNT HD BNT World        | Elena Rozberg Georgi Kušvaliev                             |               |
| Cipro         | CyBC                    | CyBC 2                        | Kyriakos Pastidīs                                          | [ 38 ]        |
| Georgia       | GPB                     | 1TV                           | Demetre Ergemlidze                                         | [ 39 ]        |
| Irlanda       | TG4                     | TG4                           | Eoghan McDermott                                           |               |
| Israele       | IBA                     | Channel 1                     | Nessuno                                                    | [ 40 ]        |
| Italia        | Rai                     | Rai Gulp                      | Simone Lijoi Laura Carusino Vignera                        | [ 41 ]        |
| Macedonia     | MRT                     | MRT 1                         | Eli Tanaskovska                                            |               |
| Malta         | PBS                     | TVM                           | Nessuno                                                    |               |
| Nuova Zelanda | World FM 88.2           | World FM 88.2                 | Ewan Spence Lisa-Jayne Lewis Sharleen Wright Ben Robertson | [ 42 ]        |
| Paesi Bassi   | NPO                     | NPO Zapp                      | Jan Smit                                                   | [ 43 ]        |
| Polonia       | TVP                     | TVP1 TVP Polonia              | Artur Orzech                                               | [ 44 ]        |
| Regno Unito   | Radio Six International | Radio Six International       | Ewan Spence Lisa-Jayne Lewis Sharleen Wright Ben Robertson | [ 42 ] [ 45 ] |
| Russia        | VGTRK                   | Karusel                       | Ol'ga Šelest                                               |               |
| Serbia        | RTS                     | RTS 2 RTS Sat                 | Silvana Grujić                                             | [ 46 ]        |
| Singapore     | 247 Disco Heaven        | 247 Disco Heaven              | Ewan Spence Lisa-Jayne Lewis Sharleen Wright Ben Robertson | [ 42 ]        |
| Slovenia      | RTV SLO                 | TV SLO 2                      | Andrej Hofer                                               | [ 47 ]        |
| Stati Uniti   | WUSB                    | WUSB                          | Ewan Spence Lisa-Jayne Lewis Sharleen Wright Ben Robertson | [ 42 ]        |
| Ucraina       | NTU                     | UA:Peršyj                     | Timur Mirošnyčenko                                         | [ 48 ]        |

### Streaming
| Paese    | Emittente | Piattaforma   |
| -------- | --------- | ------------- |
| Germania | ARD/NDR   | Eurovision.de |
| Mondo    | YouTube   | YouTube       |

## Ascolti
Secondo i dati forniti dal Media Intelligence Service dell’Unione europea di radiodiffusione, il numero di telespettatori totale che ha seguito l'evento in 14 paesi sui 17 partecipanti (dove il dato di ascolto era disponibile) è stato di 3.9 milioni, miglior risultato dal 2012. Più della metà della platea televisiva complessiva arriva dalla Polonia, dove hanno l'evento è stato seguito da circa 2.2 milioni di telespettatori.
| Paese       | Telespettatori | Share | Note   |
| ----------- | -------------- | ----- | ------ |
| Bulgaria    | 280 000        | —     | [ 51 ] |
| Israele     | 33 000         | 2,1%  | [ 52 ] |
| Italia      | 50 000         | 0,3%  | [ 53 ] |
| Paesi Bassi | 257 000        | —     | [ 54 ] |
| Polonia     | 2 200 000      | —     | [ 55 ] |
| Slovenia    | 28 800         | 1,5%  | [ 56 ] |

## Stati non partecipanti
- Danimarca: il 22 novembre 2015 Jan Lagermand Lundme, presidente dell'emittente DR, ha confermato che il paese non avrebbe preso parte a quest'edizione.[57]
- Estonia: durante una conferenza stampa dedicata alla manifestazione, l'UER ha dichiarato che l'emittente ERR ha dimostrato interesse nel prendere parte al concorso, possibilmente per l'edizione 2016.[58] Tuttavia, l'8 settembre 2015, l'UER ha confermato la non partecipazione del paese alla competizione.
- Francia: dopo aver discusso su un possibile ritorno,[59] l'8 settembre 2015 l'UER ha confermato la non partecipazione del paese alla competizione.
- Lettonia: durante una conferenza stampa dedicata alla manifestazione, l'UER ha dichiarato che l'emittente LTV ha dimostrato interesse nel prendere parte al concorso, possibilmente per l'edizione 2016.[58] Tuttavia, l'8 settembre 2015, l'UER ha confermato la non partecipazione del paese alla competizione.
- Lituania: durante una conferenza stampa dedicata alla manifestazione, l'UER ha dichiarato che l'emittente LTR ha dimostrato interesse nel prendere parte al concorso, possibilmente per l'edizione 2016.[58] Tuttavia, l'8 settembre 2015, l'UER ha confermato la non partecipazione del paese alla competizione.
- Rep. Ceca: il 5 luglio 2016 ČT ha confermato che non avrebbe debuttato nella competizione.[60]
- Slovenia: il 26 maggio 2016 RTV SLO ha annunciato il ritiro dall'evento per protesta contro i cambiamenti varati dall'UER alla manifestazione.[61]
- Svizzera: il 5 luglio 2016 RSI ha dichiarato di non partecipare a quest'edizione a causa degli alti costi di partecipazione.[60]